# Yoxy
Die Segeljolle Yoxy ist eine Regattasegeljolle. Sie wurde von Ulrich Czerwonka konstruiert, vom VEB Yachtwerft Berlin (heute BBG Bootsbau Berlin) gebaut, bietet etwa drei Personen Platz (Nutzladung: 225 kg) und ist bis Windstärke 4 gut beherrschbar.

## Beschreibung
Projektiert und gebaut wurde die Jolle in Abstimmung mit dem Bund Deutscher Segler der DDR, deren Testmannschaften aus allen Teilen der DDR die Funktionsmuster unter verschiedensten Bedingungen erprobten. Sie verfügt über ausgeschäumte Reserve-Auftriebsräume, deren Anordnung das für Segeljollen typische Durchkentern zeitlich verzögern soll. Um das bei einer Kenterung im Boot verbliebene Wasser zu entfernen, sind im Bootsboden zwei Lenzventile eingebaut. Der Bootskörper ist im Handauflegeverfahren aus glasfaserverstärktem ungesättigtem Polyesterharz (UP-GF) hergestellt. Spanten, Decksbalken und Verstärkungen sowie die Reserveauftriebskörper wurden aus vorgefertigten Schaumteilen hergestellt und mit UP-GF überzogen. Der Sperrholzboden ist herausnehmbar. Die Masthalterung und -arretierung lässt ein unkompliziertes Legen des Mastes zu. Alle Beschläge sind aus rostfreiem Stahl, Plasten oder seewasserbeständigem Leichtmetall. Mast und Großbaum sind aus eloxiertem Aluminiumprofil, Schwert und Ruderblatt aus UF-GF.

## Quellen

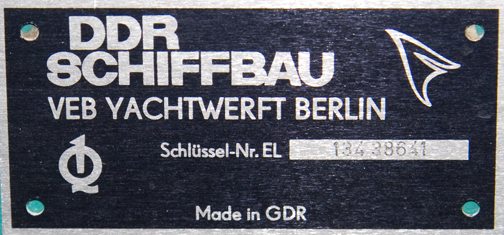
Typenschild

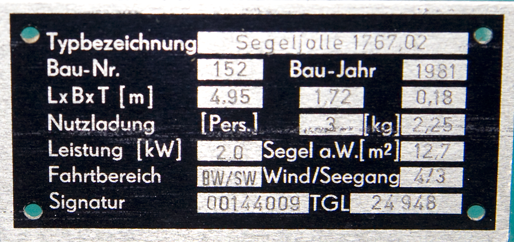
Typenschild